# Valentina Matvienko
Valentina Matvienko, em russo: Валентина Ивановна Матвиенко, (Shepetivka, 7 de abril de 1949) é uma diplomata e política russa, membro do partido Rússia Unida. Foi eleita em 2003 a governante da cidade federal de São Petersburgo, sendo na época a única mulher a governar uma subdivisão da Rússia. É a atual presidente do Soviete da Federação.